# Piet Kamstra
Pieter (Piet) Kamstra (Burgwerd, 30 juli 1920 – Landsmeer, 4 mei 1993) was een Nederlands voetballer die uitkwam voor De Volewijckers. 

## Loopbaan

### Beginjaren
Hij werd geboren in het Friese dorpje Burgwerd in de voormalige gemeente Wonseradeel. Het gezin verhuisde in 1935 naar Amsterdam. Hij werd jeugdlid van De Volewijckers. Naast het voetbal deed hij bij de club ook aan atletiek, vooral in de zomermaanden. Hij won in 1939 een veldloop en in 1941 was hij bij het nationale veldloopkampioenschap de snelste voetballer.

### Doorbraak in oorlog
Piet Kamstra moest zich voor militaire dienst melden op 8 januari 1940 in Amersfoort. Vier maanden later brak voor Nederland door de Duitse aanval de Tweede Wereldoorlog aan. De oorlogsperiode doorkruiste zijn sportieve loopbaan. Hij kreeg als 23-jarige voor het eerst een vaste plek in het eerste elftal van De Volewijckers. Dat was in het kampioensjaar 1943/44. Hij begon als rechtermiddenvelder. Zijn debuutseizoen was meteen het hoogtepunt in zijn voetbalcarrière. Op 13 februari 1944, thuis tegen HBS, pakte de Noord-Amsterdamse club het kampioenschap in de Eerste klasse door een 2-1 zege.

### Luchtalarm
In de strijd om de landstitel waren Heerenveen, Heracles, Longa en VUC de tegenstanders. Kamstra was van de partij in de acht kampioensduels waarvan De Volewijckers er zes won. 
De start op 12 maart verliep voorspoedig met de 1-6 uitzege op Heracles. Op 26 maart was het volgende duel: thuis tegen Heerenveen in het volgepakte stadion De Meer van Ajax. Na elf minuten ging het luchtalarm af. De stand was 0-1 en de arbiter blies direct af en begaf zich met de spelers naar de kleedkamers. De toeschouwers op de open tribunes kregen het dringende verzoek een veilige schuilplaats te zoeken. Omdat het grootste deel van het publiek geen gehoor gaf aan de oproep tot ontruiming, werd de wedstrijd definitief gestaakt. Achteraf bleek dat de reden voor het luchtalarm het bombardement was van de Engelse luchtmacht  op de haven van IJmuiden waar Duitse torpedoboten lagen.
De gestaakte wedstrijd werd aan het einde van de rit in zijn geheel overgespeeld, op tweede pinksterdag 29 mei 1944. De Volewijckers (10 punten uit 7 duels) ging samen aan kop met VUC (10 uit 8) dat al was uitgespeeld. Door de 4-1 overwinning op Heerenveen in het Olympisch Stadion pakte De Volewijckers de landstitel.

### Stopperspil
De Volewijckers hanteerde als een van de eerste clubs in Nederland het stopperspilsysteem. Met de centrale middenvelder in een verdedigende rol. In het kampioensjaar speelde Arie Konradt, de oudste speler van het elftal, op deze positie. Nadat de competitie in het laatste oorlogsjaar 1944/45 had stilgelegen, stopte Konradt en werd Kamstra vaker ingezet als stopperspil.  
Na de onderbreking van ruim een jaar kon De Volewijckers de landstitel niet prolongeren. In het eerste naoorlogse seizoen 1945/46 werd de club tweede in de Eerste klasse achter stadgenoot Ajax. Een jaar later eindigde De Volewijckers gelijk aan kop met Blauw Wit en een beslissingsduel moest uitkomst brengen. Blauw Wit won op 13 juni 1947
in het Ajax-stadion met 3-1 waardoor De Volewijckers opnieuw tweede werd.

### Laatste speler
Van het kampioenselftal uit 1944 vielen in de jaren vijftig steeds meer spelers weg. Ze stopten, verhuisden, emigreerden of gingen naar een andere club. Bij de overgang naar het profvoetbal in 1954 telde De Volewijckers naast Kamstra nog twee spelers van het "gouden" elftal. Dirk de Ruiter speelde als 38-jarige zijn laatste wedstrijd in september 1955. Een halfjaar later nam ook Chris Smit (39) definitief afscheid. Aan het slot van dat seizoen was Kamstra de allerlaatste overgebleven voetballer van de kampioensploeg van twaalf jaar eerder. Hij speelde op 35-jarige leeftijd zijn slotduel op 10 juni 1956 in de uitwedstrijd tegen BVV. 
Piet Kamstra werkte tijdens zijn voetballoopbaan als bankwerker en lasser bij vliegtuigbouwer Fokker. Hij overleed op 72-jarige leeftijd in 1993. Hij werd begraven op de begraafplaats in Landsmeer, de plaats waar hij in 1954 vanuit Amsterdam naartoe verhuisde.

## Clubstatistieken
| Seizoen         | Club            | Land            | Competitie                   | Competitie      | Competitie      | Beker           | Beker           | Internationaal  | Internationaal  | Overig          | Overig          | Totaal          | Totaal          |
| Seizoen         | Club            | Land            | Competitie                   | Wed.            | Dlp.            | Wed.            | Dlp.            | Wed.            | Dlp.            | Wed.            | Dlp.            | Wed.            | Dlp.            |
| --------------- | --------------- | --------------- | ---------------------------- | --------------- | --------------- | --------------- | --------------- | --------------- | --------------- | --------------- | --------------- | --------------- | --------------- |
| 1940/41         | De Volewijckers | Nederland       | Derde klasse C West I        | ?               | ?               | –               | –               | –               | –               | –               | –               | ?               | ?               |
| 1941/42         | De Volewijckers | Nederland       | Tweede klasse B West I       | 0               | 0               | –               | –               | –               | –               | –               | –               | 0               | 0               |
| 1942/43         | De Volewijckers | Nederland       | Eerste klasse West I         | 2               | 0               | –               | –               | –               | –               | –               | –               | 2               | 0               |
| 1943/44         | De Volewijckers | Nederland       | Eerste klasse West I         | 15              | 0               | –               | –               | –               | –               | 8               | 0               | 23              | 0               |
| 1944/45         | Geen competitie | Geen competitie | Geen competitie              | Geen competitie | Geen competitie | Geen competitie | Geen competitie | Geen competitie | Geen competitie | Geen competitie | Geen competitie | Geen competitie | Geen competitie |
| 1945/46         | De Volewijckers | Nederland       | Eerste klasse West I         | 20              | 0               | –               | –               | –               | –               | –               | –               | 20              | 0               |
| 1946/47         | De Volewijckers | Nederland       | Eerste klasse West II        | 20              | 0               | –               | –               | –               | –               | 1               | 0               | 21              | 0               |
| 1947/48         | De Volewijckers | Nederland       | Eerste klasse West I         | 2               | 0               | –               | –               | –               | –               | –               | –               | 2               | 0               |
| 1948/49         | De Volewijckers | Nederland       | Eerste klasse West I         | 20              | 2               | –               | –               | –               | –               | –               | –               | 20              | 2               |
| 1949/50         | De Volewijckers | Nederland       | Eerste klasse West II        | 18              | 1               | –               | –               | –               | –               | –               | –               | 18              | 1               |
| 1950/51         | De Volewijckers | Nederland       | Eerste klasse C              | 12              | 0               | –               | 0               | 0               | 0               | 0               | 0               | 12              | 0               |
| 1951/52         | De Volewijckers | Nederland       | Eerste klasse A              | 23              | 0               | –               | 0               | 0               | 0               | 0               | 0               | 23              | 0               |
| 1952/53         | De Volewijckers | Nederland       | Eerste klasse A              | 23              | 0               | –               | 0               | 0               | 0               | 0               | 0               | 23              | 0               |
| 1953/54         | De Volewijckers | Nederland       | Eerste klasse B              | 22              | 0               | –               | 0               | 0               | 0               | 0               | 0               | 22              | 0               |
| 1954/55         | De Volewijckers | Nederland       | Eerste klasse B (afgebroken) | 9               | 0               | –               | 0               | 0               | 0               | 0               | 0               | 9               | 0               |
| 1954/55         | De Volewijckers | Nederland       | Eerste klasse D              | 26              | 0               | –               | –               | –               | –               | –               | –               | 26              | 0               |
| 1955/56         | De Volewijckers | Nederland       | Hoofdklasse B                | 13              | 1               | –               | –               | 0               | 0               | 0               | 0               | 13              | 1               |
| Carrière totaal | Carrière totaal | Carrière totaal | Carrière totaal              | 225             | 4               | –               | –               | –               | –               | 9               | 0               | 234             | 4               |